# Letalitat sintètica
La letalitat sintètica fa referència a dos gens en els quals la presència de mutacions en ambdós d'ells suposa la mort cel·lular però, si la variant genètica es troba tan sols en un d'ells, la cèl·lula serà viable.
Aquest concepte destaca en el camp de la oncologia on es poden dirigir teràpies específiques contra un gen alterat letal sintètic per tal d'afectar específicament a les cèl·lules tumorals i preservar la viabilitat de les sanes. Suposa una eina per als investigadors ja que permet conèixer més profundament la funció dels gens així com desenvolupar nous fàrmacs per al tractament del càncer.
Les característiques de les cèl·lules canceroses poden aprofitar-se per a induir la seva mort mitjançant els mecanismes següents:
- Explotació de defectes en la reparació de l'ADN i/o a la regulació del cicle cel·lular.

- Ús de nous fàrmacs o de combinacions d'aquests.

- Modificació del moment d'administració del tractament o de la seva seqüència.

- Explotació de l'ambient extern al tumor o cèl·lula tumoral, per exemple, de la hipòxia associada al tumor.

- Aprofitament de les alteracions del metaboloma o del proteoma alterat.

Els mecanismes de letalitat sintètica útils pel tractament contra el càncer que suposen exemples de la seva utilitat clínica s'exposen a continuació:
Gens BRCA1 i BRCA2: mutacions en aquests gens augmenten el risc de desenvolupar càncer de mama i/o d'ovari tret que mostren mecanismes de reparació de l'ADN i del cicle cel·lular deficitaris. En addició, tenen una major sensibilitat enfront els inhibidors de l'activitat PARP, de manera que aquests fàrmacs poden eliminar específicament les cèl·lules amb mutacions al gen BRCA1 sense afectar a les cèl·lules normals.
Els progressos per entendre el potencial de la letalitat sintètica per a la teràpia selectiva del càncer no son equivalents, encara, en l'àmbit clínic. Tot i això, es una eina procliu a aprovar-se clínicament i s'espera que s'integri en les pràctiques terapèutiques.